# Oestranthrax pix
Oestranthrax pix är en tvåvingeart som beskrevs av Speiser 1924. Oestranthrax pix ingår i släktet Oestranthrax och familjen svävflugor.
Artens utbredningsområde är Tanzania. Inga underarter finns listade i Catalogue of Life.